# Peter Hofmann
Peter Hofmann (Mariánské Lázně, 22 de agosto de 1944 – Wunsiedel, 30 de novembro de 2010) foi um cantor alemão, tenor de ópera.Conhecido por suas interpretações das óperas de Richard Wagner, o tenor alemão Peter Hoffman morreu na noite de segunda-feira, aos 64 anos, vítima de infecção pulmonar. Ele sofria do mal de Parkinson e estava longe dos palcos desde o fim dos anos 90. Roqueiro na adolescência, ele terminou a carreira interpretando musicais como O Fantasma da Ópera. É o trabalho com a ópera, porém, que o coloca na lista de grandes intérpretes da segunda metade do século 20.
Hoffman nasceu na cidade de Marianske Lazne (atual República Checa). Durante o serviço militar, começou os estudos de canto, que terminaria na escola de música de Karlsruhe. Com pouco mais de 20 anos, fez sua estreia como Pamino, na Flauta Mágica, de Mozart, em Lübeck. Nos anos seguintes, faria parte do elenco de casas de ópera de Stuttgart, Munique e Viena, entre outros.
A grande oportunidade, porém, viria em 1976, quando interpretou Siegmund na montagem do centenário do Anel do Nibelungo, de Wagner, em Bayreuth, onde todo ano se realiza importante festival dedicado ao compositor. Por lá, ele também faria história interpretando Tristão ao lado de grandes Isoldas, como Waltraud Meier. Entre suas gravações, destaca-se justamente um Tristão e Isolda com Hildegard Behrens e a regência do maestro Leonard Bernstein. Com Herbert Von Karajan, gravou Parsifal e, com Georg Solti, Fidelio. 